# Arterienswitch-Operation
Die arterielle Switch-Operation (ASO), arterieller Switch oder Jatene-Verfahren ist ein chirurgischer Eingriff am offenen Herzen, der zur Korrektur der Rechtsverlagerung (Dextrotransposition) der großen Arterien (d-TGA) eingesetzt wird. Das Verfahren wurde von dem kanadischen Herzchirurgen William Mustard entwickelt und nach dem brasilianischen Herzchirurgen Adib Jatene benannt, der es als erster erfolgreich einsetzte. Es war die erste Methode der d-TGA-Reparatur, die angewandt wurde, aber die letzte, die aufgrund der technischen Beschränkungen zum Zeitpunkt ihrer Entwicklung regelmäßig zum Einsatz kam. Dem arteriellen Switch gehen historisch gesehen zwei atriale Switch-Methoden (Vorhofumkehr) voraus: das Senning- und das Mustard-Verfahren.
Der atriale Switch, der ein Versuch war, die Physiologie der Transposition zu korrigieren, wies erhebliche Mängel auf, die durch den arteriellen Switch verbessert wurden, insbesondere eine geringere Abknickung der Herzkranzgefäße (Koronararterien) in Kombination mit dem LeCompte-Manöver. Das Endergebnis ist, dass die Aorta hinter den Lungengefäßstamm (Truncus pulmonalis) verlegt wird, wodurch sie funktionell verlängert wird und weniger Abwinkelungen an den Koronarursprüngen verursacht.

## Zeitpunkt der Intervention
Das Jatene-Verfahren wird idealerweise in der zweiten Lebenswoche durchgeführt, bevor sich die linke Herzkammer (Ventrikel) an den niedrigeren Lungendruck anpasst und daher nicht in der Lage ist, den systemischen Kreislauf zu unterstützen. Im Falle einer Sepsis oder einer verzögerten Diagnose kann eine Kombination aus Pulmonalarterienbanding (PAB) und Shunt-Konstruktion verwendet werden, um die linksventrikuläre Masse so weit zu vergrößern, dass ein arterieller Switch später im Säuglingsalter möglich wird.

## Prognose
Der Erfolg des ASO-Verfahrens hängt weitgehend von den verfügbaren Einrichtungen, den Fähigkeiten und der Erfahrung des Chirurgen und dem allgemeinen Gesundheitszustand des Patienten ab. Unter günstigen Bedingungen liegt die intra- und postoperative Erfolgsrate bei 90 % oder mehr, mit einer vergleichbaren Überlebensrate nach 5 Jahren. Etwa 10 % der Empfänger eines arteriellen Switches entwickeln postoperativ eine Rest-Pulmonalstenose, die unbehandelt zu Rechtsherzversagen führen kann; die Behandlung umfasst in der Regel endovaskuläres Stenting und/oder Xenotransplantat-Patching.

### Überblick
- Es werden eine Vollnarkose und eine Herz-Lungen-Maschine (kardiopulmonaler Bypass) verwendet.
- Die Aorta und der Truncus pulmonalis werden von ihren ursprünglichen Wurzeln abgetrennt und an der gegenüberliegenden Wurzel wieder befestigt; so wird die Lungenarteriestammwurzel zur neuen Aorta (Neoaorta) und die Aortenwurzel zum neuen Truncus pulmonalis (Neopulmonalarterie).
- Die Koronararterien werden von der Aorta/Neopulmonalarterie zur Pulmonalarterie/Neoaorta transplantiert.
- Die Dauer des Eingriffs vom Beginn der Narkose bis zum Ende der Operation beträgt etwa 6 bis 8 Stunden.

### Vorbereitungen
Wenn der Eingriff lange genug im Voraus geplant ist (z. B. bei pränataler Diagnose) und die Blutgruppe der Person bekannt ist, kann ein Familienmitglied mit einer kompatiblen Blutgruppe einen Teil oder das gesamte für die Transfusion benötigte Blut während des Einsatzes einer Herz-Lungen-Maschine (HLM) spenden. Die Mutter des Patienten kann in der Regel kein Blut für die Transfusion spenden, da sie während der Schwangerschaft (wegen der Bedürfnisse des Fötus) und einige Wochen nach der Geburt (wegen des Blutverlustes) kein Blut spenden kann und die Gewinnung einer ausreichenden Blutmenge mehrere Wochen bis einige Monate dauern kann. In Fällen, in denen die Diagnose bereits gestellt wurde, die Operation jedoch verschoben werden muss, kann eine mütterliche Blutspende (oder in bestimmten Fällen sogar eine Eigenblutspende) möglich sein, sofern die Mutter eine kompatible Blutgruppe hat. In den meisten Fällen erhält der Patient jedoch eine Spende von einer Blutbank. Für den arteriellen Switch ist eine Bluttransfusion erforderlich, da der „Kreislauf“ der HLM mit Blut gefüllt werden muss und ein Säugling nicht genug eigenes Blut hat, um dies zu tun (in den meisten Fällen würde ein Erwachsener keine Bluttransfusion benötigen).
Der Patient benötigt eine Reihe von bildgebenden Verfahren, um die individuelle Anatomie der großen Arterien und vor allem der Herzkranzgefäße zu bestimmen. Dazu können Angiografie, Magnetresonanztomografie (MRT) und/oder Computertomografie (CT) gehören. Die Koronararterien werden sorgfältig kartiert, um unerwartete intraoperative Komplikationen bei ihrer Verlegung von der ursprünglichen Aorta in die Neo-Aorta zu vermeiden.
Wie bei jedem Eingriff, der eine Vollnarkose erfordert, müssen Empfänger eines arteriellen Switches vor der Operation mehrere Stunden lang nüchtern bleiben, um das Risiko einer Aspiration von Erbrochenem während der Narkoseeinleitung zu vermeiden.
Während der Anästhesie können dem Patienten die folgenden Medikamente verabreicht werden, die während des gesamten Eingriffs je nach Bedarf eingesetzt werden:
- Inhalationsnarkotikum
- Muskelrelaxans, um eine vorübergehende Lähmung hervorzurufen
- Opioid-Analgetikum, um Schmerzen zu lindern, Sedierung zu bewirken und Gelassenheit zu erzeugen
- Aprotinin oder ein anderes Antifibrinolytikum, um übermäßige Blutungen zu verhindern
- Methylprednisolon, um Schwellungen und Entzündungen zu reduzieren
- Prophylaktische Antibiotika, um Infektionen zu verhindern

### Intraoperativer Verlauf

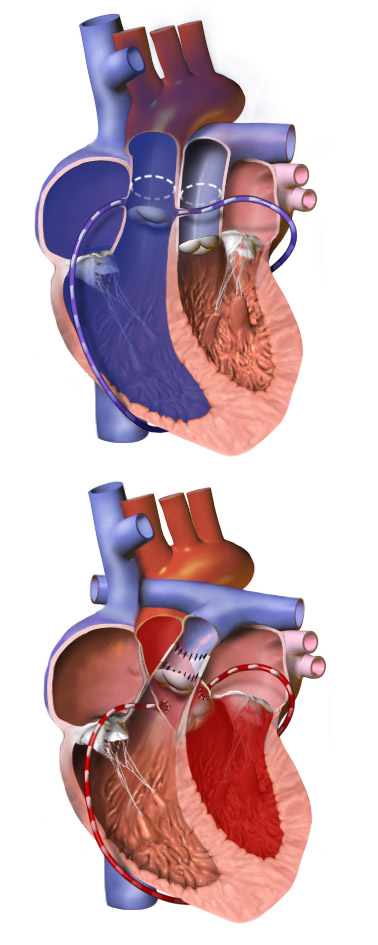
Abbildung zum Ablauf der arteriellen Switch Operation

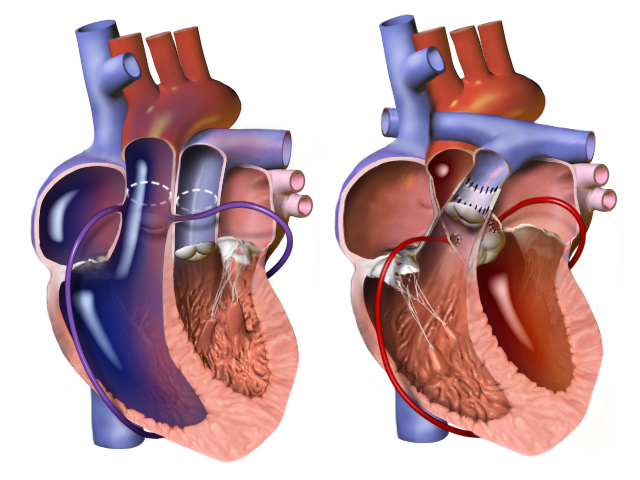
Abbildung zum Ablauf der arteriellen Switch Operation

Der Zugang zum Herzen erfolgt über eine mediane Sternotomie, und der Herzbeutel wird entfernt, damit die Koronar- und großen Arterien sichtbar werden. Der Ductus arteriosus und die rechte Hauptlungenarterie bis hin zu den ersten Ästen im Hilum der rechten Lunge werden vom umgebenden Stützgewebe getrennt, um die Beweglichkeit der Gefäße zu ermöglichen. Anschließend wird ein kardiopulmonaler Bypass angelegt und der Körper gekühlt, um eine Schädigung des Gehirns zu verhindern, die sonst mit dem niedrigen Blutfluss während der Operation verbunden wäre.
Während der Patient abkühlt, wird der Ductus arteriosus sowohl an der Aorten- als auch an der Pulmonalostie ligiert und dann in der Mitte durchtrennt; die linke Hauptlungenarterie einschließlich ihrer ersten Äste im linken Hilum wird vom umgebenden Bindegewebe getrennt. Wenn der Patient vollständig abgekühlt ist, wird die aufsteigende Aorta abgeklemmt und eine Kardioplegie erreicht, indem dem Herzen über die aufsteigende Aorta (unterhalb der Kreuzklemme) kaltes Blut zugeführt wird. Die Aorta und die Pulmonalarterien werden chirurgisch durchtrennt. Die Gefäße werden erneut untersucht, und die Lungenwurzel wird auf eine Obstruktion des linksventrikulären Ausflusstrakts überprüft. Liegt ein Ventrikelseptumdefekt vor, wird dieser ebenfalls über die Aorten- oder Pulmonalklappe behoben.
Die großen Arterien werden in der Regel mit dem LeCompte-Manöver angelegt, wobei die Aortenkreuzklemme so positioniert wird, dass die Pulmonalarterie vor der aufsteigenden Aorta gehalten wird. In der Bildgebung sieht die Pulmonalarterien in der Regel so aus, als wäre sie über die Aorta drapiert. Manchmal ist dies jedoch aufgrund der Anatomie des Patienten nicht möglich, so dass die großen Gefäße der Aorta in der nicht anatomischen Anordnung „anteriore Aorta“ belassen werden. Die infundibulären Äste der Koronararterien und die Aortenwurzel, die den Sinus valsalva verlängert, werden dann chirurgisch von der ursprünglichen Aorta abgetrennt und auf die Pulmonalwurzel transplantiert, um eine Neo-Aorta zu bilden.
Anschließend wird die Bypass-Maschine abgeschaltet und ein Einschnitt im rechten Vorhof vorgenommen, durch den der angeborene oder palliative Vorhofseptumdefekt repariert wird. Bei Septumdefekten, bei denen eine Rashkind-Ballon-Atriumseptostomie verwendet wurde, sollte der ASD mit Nähten verschlossen werden können. Bei großen angeborenen Vorhofseptumdefekten oder bei der Blalock-Hanlon-Atriumseptektomie kann jedoch ein Patch verwendet werden.
Liegt ein noch nicht behobener Ventrikelseptumdefekt vor, wird dieser ebenfalls durch den Vorhofschnitt und die Trikuspidalklappe behoben, wiederum mit Nähten bei einem kleinen Defekt oder einem Patch bei einem großen Defekt.
Wenn die Septumdefekte repariert sind und der Vorhofeinschnitt geschlossen ist, wird der Patient wieder in den kardiopulmonalen Pass gelegt. Der linke Ventrikel wird dann entlüftet und die Kreuzklemme von der Aorta entfernt, so dass der volle Blutfluss wiederhergestellt und die Wiedererwärmung eingeleitet werden kann. Zu diesem Zeitpunkt erhält der Patient eine zusätzliche Dosis Phentolamin, um den Blutdruck unter Kontrolle zu halten. Der zuvor entnommene Herzbeutel wird dann verwendet, um die koronaren Explantationsstellen zu flicken und die neopulmonale Wurzel zu verlängern und zu verbreitern, so dass die Lungenarterie ohne Restspannung anastamosiert werden kann; die Lungenarterie wird dann an die neopulmonale Wurzel transplantiert.

### Letzte Schritte
Der Patient wird mit Thoraxdrainagen und temporären Schrittmacherkabel versorgt und beatmet, bevor mit der Entwöhnung von der HLM begonnen wird. Inotrope Arzneimittel werden eingesetzt, um das Herz bei der Kontraktion zu unterstützen. Der Brustkorb wird entspannt und die äußere Operationswunde wird verbunden, aber das Brustbein und der Brustkorbschnitt werden offen gelassen, um zusätzlichen Raum in der Pleurahöhle zu schaffen, damit das Herz anschwellen kann und der Druck durch den Pleuraerguss vermieden wird.

### Postoperativ
Das Brustbein und der Brustkorb können in der Regel innerhalb weniger Tage verschlossen werden; die Brustschläuche, der Herzschrittmacher, das Beatmungsgerät und die Medikamente können jedoch auch danach noch erforderlich sein. Der Patient wird noch einige Tage lang nüchtern bleiben, und Muttermilch oder Säuglingsnahrung kann dann allmählich über eine nasogastrale Sonde (NG-Sonde) zugeführt werden. Das Hauptziel nach einem erfolgreichen arteriellen Switch und vor der Entlassung aus dem Krankenhaus besteht darin, dass der Säugling das verlorene Gewicht wieder annimmt und weiterhin in normalem oder nahezu normalem Tempo an Gewicht zunimmt.

## Geschichte
Der schottische Pathologe Matthew Baillie beschrieb die TGA erstmals im Jahr 1797, vermutlich als posthume Diagnose. Ohne chirurgische Korrektur liegt die präoperative Sterblichkeit bei Neugeborenen innerhalb der ersten Lebenswoche bei etwa 30 % und innerhalb des ersten Jahres bei bis zu 90 %; die Überlebenden wären diejenigen mit einem oder mehreren begleitenden intrakardialen Shunts (ASD, persistierender Ductus arteriosus (PDA), persistierendes Foramen ovale (PFO) und/oder VSD) gewesen und hätten wahrscheinlich das Jugendalter nicht überlebt.
1950 führten die amerikanischen Chirurgen Alfred Blalock und C. Rollins Hanlon die Blalock-Hanlon-Vorhofseptektomie ein, die damals routinemäßig zur Palliation von Patienten eingesetzt wurde, was die frühe Sterblichkeitsrate, insbesondere in Fällen ohne begleitende Shunts, wirksam reduziert hat, die späte Sterblichkeitsrate aber wahrscheinlich nicht.
Mustard hatte die Idee und den Versuch einer anatomischen Reparatur (arterieller Switch) bei d-TGA in den frühen 1950er Jahren. Seine wenigen Versuche scheiterten an den technischen Schwierigkeiten, die sich durch die Verlegung der Koronararterien ergaben, und die Idee wurde aufgegeben.
Der schwedische Herzchirurg Åke Senning beschrieb 1959 die erste Korrekturoperation für d-TGA (das Senning-Verfahren), bei der die Vorhofscheidewand genutzt wurde, um eine intratriale Schikane zu schaffen, die den Blutfluss auf Vorhofebene umleitete; Senning erzielte mit diesem Verfahren eine hohe Erfolgsquote und senkte sowohl die Früh- als auch die Spätsterblichkeitsrate erheblich.
Aufgrund der technischen Komplexität des Senning-Verfahrens konnten andere seine Erfolgsquote nicht wiederholen. Daraufhin entwickelte Mustard 1964 eine einfachere Alternativmethode (das Mustard-Verfahren), bei der eine Schikane aus körpereigenem Herzbeutel oder synthetischem Material wie Dacron hergestellt wurde. Bei diesem Verfahren waren die frühen und späten Sterblichkeitsraten mit denen des Senning-Verfahrens vergleichbar; allerdings wurde eine späte Morbiditätsrate entdeckt, die mit der Verwendung von synthetischem Transplantatmaterial zusammenhängt, das nicht mit dem Empfänger mitwächst und schließlich eine Obstruktion verursacht.
1966 veränderten die amerikanischen Chirurgen William Rashkind und William Miller die Palliation von d-TGA-Patienten mit der innovativen Rashkind-Ballon-Vorhofseptostomie, die im Gegensatz zur Thorakotomie, die für eine Septomie erforderlich ist, durch die minimal-invasive chirurgische Technik der Herzkatheterisierung durchgeführt wird.
Die hohe Spätmorbidität beim Vorhof-Switch in Verbindung mit den Fortschritten in der mikrovaskulären Chirurgie führte zu einem erneuten Interesse an Mustards ursprünglichem Konzept eines arteriellen Switch-Verfahrens. Der erste erfolgreiche arterielle Switch wurde 1975 von Jatene an einem zweiundvierzig Tage alten d-TGA + VSD-Säugling durchgeführt. Der ägyptische Herzchirurg Magdi Yacoub behandelte anschließend erfolgreich eine TGA mit intaktem interventrikulärem Septum, wenn er zuvor ein Pulmonalarterienband und einen systemisch-pulmonalen Shunt zur Palliation einsetzte. Der österreichische Chirurg B. Eber war der erste, der über eine kleine Serie erfolgreicher arterieller Switch-Verfahren berichtete, und die erste große erfolgreiche Serie wurde von dem guatemaltekischen Chirurgen Aldo R. Casteneda berichtet. In der postoperativen Phase kam es zu einer erhöhten Inzidenz und einem erhöhten Grad an supravalvulärer Pulmonalstenose. Die Beseitigung des Perikardpatches für die Rekonstruktion der Pulmonalarterie und die Verwendung einer direkten Verbindung reduzierte die Inzidenz dieser Komplikation.
Bis 1991 war der arterielle Switch zum Verfahren der Wahl geworden, und er ist nach wie vor das moderne Standardverfahren für die d-TGA-Reparatur.
In dem Maße, in dem über Langzeitergebnisse des arteriellen Switches berichtet wird, werden immer mehr potenzielle chirurgische Probleme deutlich. Es wurde eine fortschreitende neo-aortale Dilatation (Pulmonalklappe bei der Geburt) beobachtet. Diese Dilatation führt jedoch nicht zwangsläufig bei allen Patienten zu einer Aortenregurgitation (AR) und der Notwendigkeit einer Operation. Ein höheres Alter zum Zeitpunkt der ASO, das Vorhandensein eines Ventrikelseptumdefekts und ein früheres PA-Band wurden als Risikofaktoren für eine AR ermittelt. Eine supravalvuläre Pulmonalstenose wurde häufig in der postoperativen Phase beobachtet. Ein direkter Anschluss der Pulmonalarterie verringerte das Auftreten dieser Komplikation.
Der kleinste Säugling der Welt, der einen Arterienwechsel überlebt hat, war Jerrick De Leon, der 13 Wochen zu früh geboren wurde. Zum Zeitpunkt der Operation am 6. Februar 2005 wog er etwas mehr als 700 Gramm (1,5 Pfund).